# Hoornsterzwaag

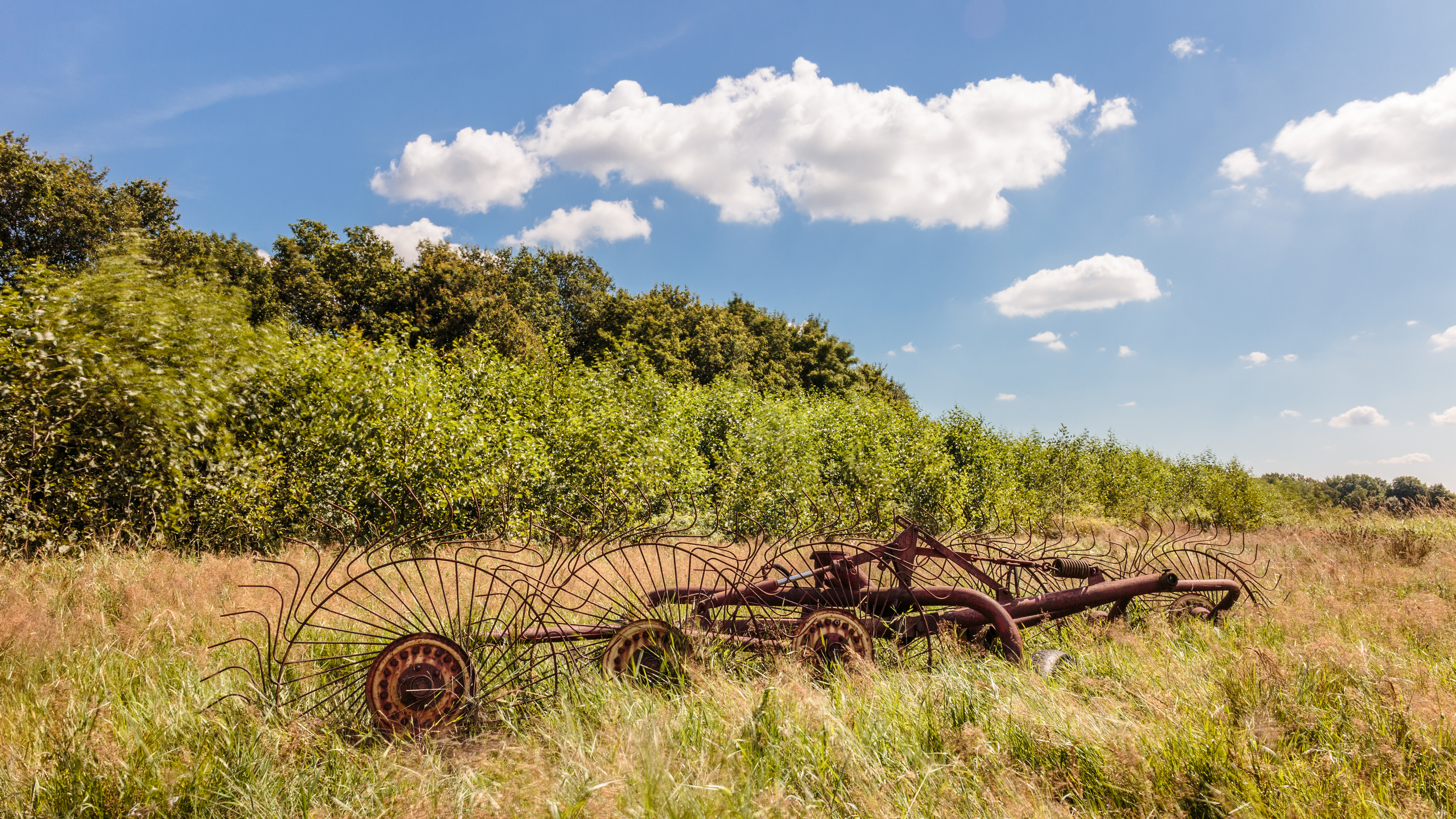
Un ancien andaineur à Hoornsterzwaag, près du chemin de randonnée de Pieterpad. Aout 2022.

Hoornsterzwaag est un village situé dans la commune néerlandaise de Heerenveen, dans la province de la Frise. Son nom en frison est Hoarnstersweach. Le 1er janvier 2006, le village comptait 832 habitants.